# 佩氏頜吻鰻
佩氏頜吻鰻（學名：Gnathophis parini），是輻鰭魚綱鰻形目康吉鳗科頜吻鰻屬的其中一種，由Emma Stanislavovna Karmovskaya在1990年描述，分布於東南太平洋薩拉戈麥斯海脊(Sala y Gomez)海域，深度540至560公尺，背鰭軟條227-242枚、臀鰭軟條177-204枚、脊椎骨146-147個，體長可達13.7公分，為底棲性魚類，生活習性不明。